# Калинский, Анатолий Васильевич
Анато́лий Васи́льевич Кали́нский (24 мая 1939 года, Топки, Новосибирская область, СССР) — советский инженер, лауреат премии Совета Министров СССР (1983), премии правительства Российской Федерации в области науки и техники (2000), заслуженный энергетик Российской Федерации (1996).

## Биография
Отец, Василий Григорьевич, работал слесарем в паровозном депо, прошёл всю Великую Отечественную войну. После демобилизации разошёлся с женой. Анатолий не стал жить ни с отцом, ни с матерью, снимал жилье. Учился в средней школе, а по ночам работал грузчиком на стройке.
Вместе с братьями Валентином, Борисом и Викторов поступил в Новосибирский инженерно-строительный институт. Но если братья пошли на гидротехнический факультет, то Анатолий выбрал факультет водоснабжения. После окончанию по распределению был направлен на Ангарский нефтехимический комбинат, где за три года дослужился до должности заместителя начальника цеха.
По рекомендации обкома комсомола был назначен начальником строящегося цеха очистных сооружений Байкальского целлюлозно-бумажного комбината, где впервые в стране внедрялся комплекс двойной очистки воды.
В июне 1967 года переехал в Тольятти, устроился на АвтоВАЗ начальником строящегося цеха очистных сооружений внеплощадной канализации. 1 января 1969 года цех принял стоки ТЭЦ ВАЗа, предприятий стройбазы и первых домов Автозаводского района. К 1972 году была принята в эксплуатацию третья очередь очистных сооружений.
В дальнейшем вместе с Д. И. Кучеренко и другими разработал и внедрил технологию повторного использования промышленных стоков. К 1977 году система была внедрена и полностью окупилась уже за три года эксплуатации. За эту разработку в 1983 году Анатолий Васильевич был удостоен премии Совета Министров СССР. Разрабатывались и внедрялись и другие новинки в области промышленного водоснабжения и сточных вод. Дослужился до должности директора по инженерно-технологическому обеспечению ОАО «АвтоВАЗ».
Жена Людмила Тимофеевна также трудилась на автозаводе, была лаборантом очистных сооружений. Дочь Лариса окончила инженерно-строительный институт также по факультету водоснабжения.
После выхода на пенсию в 2004 году безуспешно баллотировался в депутата Тольяттинской городской Думы.

## Награды и звания
- Орден Дружбы Народов
- Премия Совета Министров СССР (1983)
- Премия правительства Российской Федерации в области науки и техники (2000)
- Золотые медали ВДНХ
- Заслуженный энергетик Российской Федерации[3]